# Триарсенид тетраниобия
Триарсенид тетраниобия — бинарное неорганическое соединение 
ниобия и мышьяка
с формулой Nb4As3,
кристаллы,
не растворимые в воде.

## Получение
- Спекание стехиометрических количеств порошкообразного ниобия и мышьяка:

{\displaystyle {\mathsf {4Nb+3As\ {\xrightarrow {1700^{o}C}}\ Nb_{4}As_{3}}}}

## Физические свойства
Триарсенид тетраниобия образует кристаллы
ромбической сингонии,
пространственная группа C mcm,
параметры ячейки a = 0,3516 нм, b = 1,4660 нм, c = 1,8830 нм, Z = 8

.
Не растворяется в воде.